# معركة مرج الصفر (1126)
معركة مرج الصفر، هي معركة دارت في 25 يناير 1126 بين الجيش الصليبي بقيادة الملك بلدوين الثاني والإمارة السلجوقية في دمشق والتي كانت تحت حكم ظاهر الدين طغتكين. هزم الصليبيون المسلمين في الميدان لكنهم فشلوا الإستيلاء على دمشق.